# Condado de Spink
O Condado de Spink é um dos 66 condados do Estado americano da Dakota do Sul. A sede do condado é Redfield, e sua maior cidade é Redfield. O condado possui uma área de 3 911 km² (dos quais 16 km² estão cobertos por água), uma população de 7 454 habitantes, e uma densidade populacional de 2 hab/km² (segundo o censo nacional de 2000).